# Álex Lugo
Álex Lugo – wenezuelski judoka. 
Brązowy medalista igrzysk Ameryki Środkowej i Karaibów w 1986, a także mistrzostw panamerykańskich w 1986 i 1990 roku.